# Ælfwald I van Northumbria
Ælfwald I van Northumbria was tien jaar koning van Northumbria van 779 tot 788.

## Context
Ælfwald I leefde in een woelige periode in de geschiedenis van Northumbria, waar koningen werden afgezet of vermoord. Hij was de zoon van koning Oswulf. Ælfwald werd koning nadat zijn voorganger Æthelred I werd afgezet.
Over zijn regeerperiode is weinig gekend. Op 23 september 788 werd hij vermoord. Zijn grafsteen bevindt zich in de abdij van Hexham. Ælfwald werd opgevolgd door zijn neef Osred II, zoon van Alhred van Northumbria.